# モンロー砦
モンロー砦（モンローとりで、英:Fort Monroe、またはモンロー要塞、英:Fortress Monroe）は、バージニア半島の先端、バージニア州ハンプトンのオールドポイント・コンフォートに位置する軍事施設である。ウール砦と改名されたカルフーン砦と共に、チェサピーク湾とハンプトン・ローズの港湾への入口の間の水路を通る外洋航行可能な艦船の接近を見張っている。ハンプトン・ローズはエリザベス川、ナンスモンド川およびバージニア州では最長のジェームズ川が合流することで形成されている。
バージニア植民地の最初期にクリストファー・ニューポート船長が率いた最初の探検任務のとき、この場所は戦略的に防御に適した場所と認められた。1607年5月、チェサピーク湾からジェームズ川を遡ること約25マイル (40 km) の内地、ジェームズタウンにイギリス人が現在のアメリカ合衆国では最初の恒久的開拓地を造った。モンロー砦がある陸地は1619年にエリザベスシティ、1634年にエリザベスリバー郡、1643年には設立されたエリザベスシティ郡の一部となった。300年以上後の1952年、エリザベスシティ郡とモンロー砦の近傍、近くのフエボスが小さなハンプトンの独立市と合併することに合意し、ハンプトン・ローズの7大都市の一つとなった。
1609年からバージニアの初めの2世紀、オールドポイント・コンフォートで要塞化が進められてきた。しかし、モンロー砦と呼ばれることになるかなり実体のある石造りの施設は（水路向かいにある人工島のウール砦と共に）1834年に完成された。その主要施設はアメリカ合衆国大統領ジェームズ・モンローに因んで名付けられた。南北戦争（1861年-1865年）を通じて、バージニア州の大半は南軍に支配されていたが、モンロー砦だけは北軍の手にあった。コントラバンド政策および後に奴隷解放宣言で元奴隷が解放される歴史的かつ象徴的な場所として著名になった。それから数年間、元アメリカ連合国大統領ジェファーソン・デイヴィスが基地内の現在砲郭博物館となっている地域で収監された。
6面形の石造り砦は堀で完全に囲まれており、現在でもアメリカ合衆国の陸軍の基地として活動しているこの種の砦としては唯一のものとなっている。モンロー砦は2011年9月までに閉鎖されることに選ばれた幾つかの基地の一つである。モンロー砦の機能の多くは近くのユースティス砦に移されることになっている。ユースティス砦はモンロー砦の初代指揮官で著名な砲兵の専門家、エイブラハム・ユースティス将軍に因んで名付けられた。役目を終えた後のモンロー砦の利用法については、ハンプトンの地域社会で幾つかの案が計画されているところである。

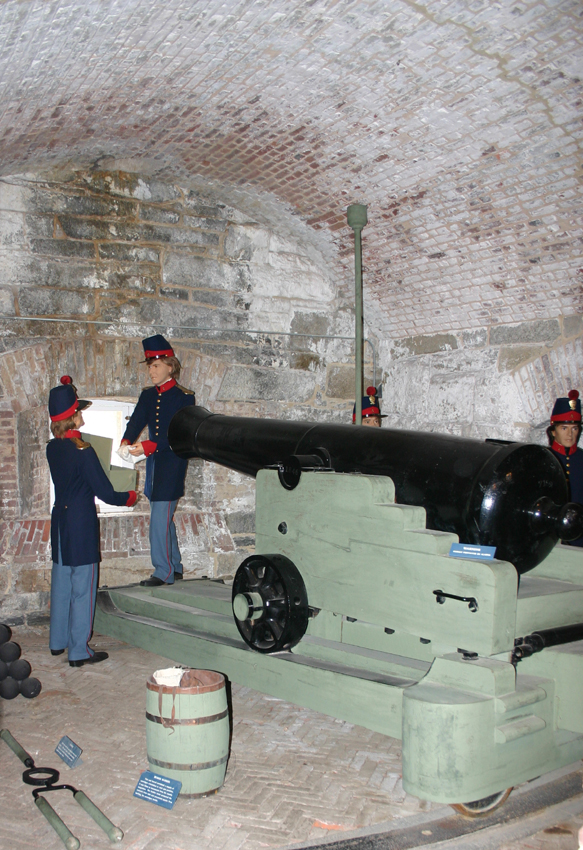
砲郭博物館の展示

## 歴史

### 植民時代
クリストファー・ニューポート船長の指揮する3隻の船で到着したジョン・スミス船長とバージニア会社の植民者達は1607年にジェームズ川沿いにイギリス領バージニア植民地のジェームズタウン開拓地を設立した。植民者達の当初の探検によって、海岸を防衛するという目的でオールドポイント・コンフォートの地の戦略的重要性を認識した。彼等は初めに現在のモンロー砦の地に、アルジャーノン砦（1609年-1612年）を建設した。ジェームズタウンが最初にそうであったように3角形の柵が設けられたと考えられている。1610年には近くにヘンリー砦やチャールズ砦と呼ばれる小さな砦が造られた。アルジャーノン砦は1612年に焼けてしまった。1632年に「オールドポイント・コンフォートの砦」とだけ呼ばれる小さな砦が建設され、1667年にはハリケーンで破壊された。1728年、この地にジョージ砦が建設された。その石造りの壁は1749年のハリケーンで破壊されたが、砦内の木造建物は少なくとも1775年まで駐屯兵を減らして使われ続けた。1781年、アメリカ独立戦争のヨークタウン包囲戦で、フランス西インド諸島艦隊がジョージ砦の廃墟の上に砲台を建設した。植民時代を通じて、時と共に砦への駐屯が行われた。

### 19世紀初期
米英戦争（1812年-1815年）の後で、アメリカ合衆国は再びハンプトン・ローズとその内陸の水域を海からの攻撃に対して守る重要性を認識するようになり、1819年に建設が始まった砦はアメリカ合衆国の中でもかつてない大きな石造り砦となった。サイモン・バーナードが設計したこの砦は内部構造物を完全に取り巻く堀が特徴だった。アメリカ陸軍のまだ若い中尉で技師であったロバート・E・リーがここに1831年から1834年まで駐屯し、モンロー砦と対岸のカルフーン砦の仕上げに重要な役割を果たした。カルフーン砦は後にウール砦と改名され、ハンプトン・ローズ入口の中央、オールドポイント・コンフォートとは航行可能な水路を隔ててリップ・ラップスと呼ばれる人工島の上に建設された。この砦はブラック・ホーク酋長を短期間拘束するために使われたことがあった。
1834年に建設が終わると、モンロー砦は「チェサピーク湾のジブラルタル」と呼ばれた。この砦には当時の最も強力な大砲で射程が1マイル (1.6 km) 以上ある32ポンド砲を印象的に組み合わせて据え付けることでこの役割を担った。カルフーン砦と組み合わせることでこの地域に入る主要水路を十分にカバーできる射程だった。リップ・ラップスの元ウール砦は第二次世界大戦後にその役割を終え、現在は1957年に完工したハンプトン・ローズ・ブリッジトンネルのうち7,000フィート (2,100 m) のトンネル部南入り口となる人工島が南に隣接している。

### 南北戦争

#### 1860年-1861年

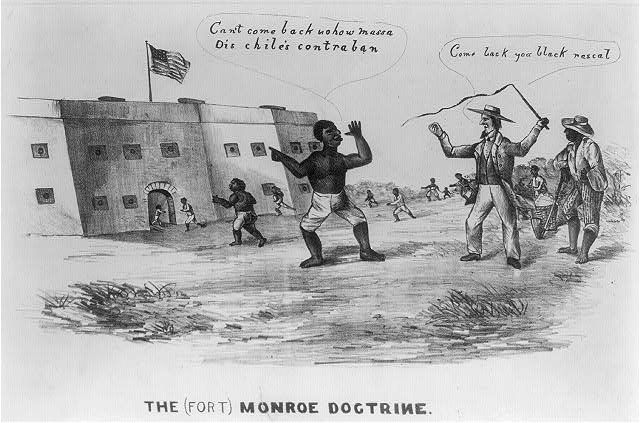
バトラー将軍が北軍の前線内に到着した逃亡奴隷は保護されるという布告を発した後は、奴隷達が砦に逃げてきた。この政策はモンロー砦にバトラーの作戦本部があったために「フォート・モンロー・ドクトリン」と呼ばれた。

モンロー砦は南北戦争で重要な役割を果たした。1860年12月20日、サウスカロライナ州がアメリカ合衆国から脱退する最初の州になった。4ヶ月後の1861年4月12日、サウスカロライナ州の軍隊がチャールストン港のサムター砦に砲火を開いた。5日後、バージニア州はアメリカ合衆国から脱退する8番目の州となり、新しく結成されたアメリカ連合国に加盟した。
エイブラハム・リンカーン大統領は直ぐにモンロー砦の守りを強化させ、南軍の手に落ちないようにした。ここは戦争の期間を通じて北軍が支配し、ここから北軍の海陸協働遠征軍が何度か出発した。
サムター要塞の戦いから数週間後、北軍総司令官ウィンフィールド・スコットがエイブラハム・リンカーン大統領にバージニア州を合衆国の中に戻す作戦を提案した。それは南部州にいる軍隊を攻撃する代わりに世界からアメリカ連合国を切り取るというものだった。そのアナコンダ計画はアメリカ連合国の海岸を封鎖し、砲艦でミシシッピ川流域を支配するというものだった。北軍は海軍との協力により、モンロー砦から支配地域を両カロライナ州海岸に拡げ、リンカーンは4月19日にサウスカロライナ州からリオ・グランデ川までの南部海岸封鎖を命令し、さらに4月27日にはそれをノースカロライナ州やバージニア州まで拡大することを命じた。

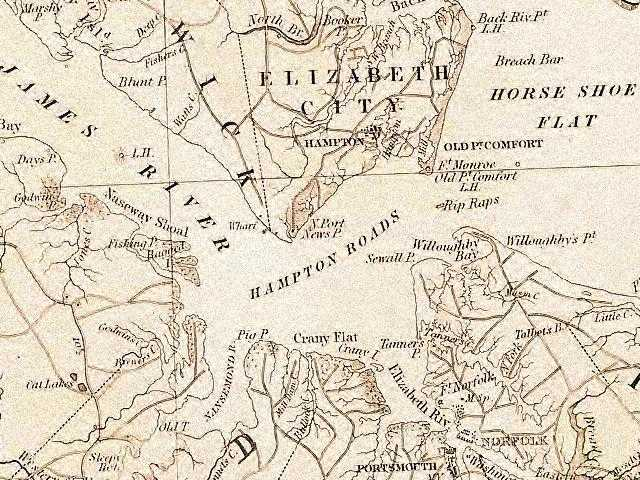
1859年のハンプトン・ローズ。中央右よりの海峡北側がモンロー砦、南側がスーエルズポイント

4月20日、北軍の海軍がノーフォーク海軍造船所を焼いて明け渡し、その過程で9隻の艦船を破壊し、バージニア州海岸地帯における北軍最後の拠点として、オールドポイント・コンフォートのモンロー砦のみが残ることになった。南軍はノーフォークを占領することで、唯一の主要造船所と数千の重砲を手に入れたが、そこは1年間しか持たなかった。ノーフォーク周辺の守備隊を指揮した南軍のウォルター・グウィン准将はスーエルズポイントに砲台を建設し、ノーフォークとハンプトン・ローズ双方を守らせた。
北軍は艦隊をハンプトン・ローズに派遣して封鎖を強行しようとし、1861年5月18日から19日にはモンロー砦に基地を置く砲艦がスーエルズポイントの南軍砲台と砲火を交わした。このあまり有名ではないスーエルズポイントの戦いは両軍に大した被害をもたらさなかった。南軍に対する陸軍の作戦も幾つか砦から発せられており、中でも1861年6月のビッグベセルの戦いが知られている。
1861年5月27日、ベンジャミン・バトラー少将がその有名な「コントラバンド」の決断を下したのがモンロー砦でだった。これによって北軍の前線内に到着した逃亡奴隷は束縛の身に戻らなくてもよくなった。この命令によってバージニア州におけるバトラーの作戦本部であるモンロー砦周辺の北軍前線に逃げてくる奴隷の波が生まれ、そこに到着すれば奴隷が自由になったので「自由の要塞」という渾名も付いた。
バトラーが指揮していた時のモンロー砦は、飛行船操縦者ジョン・ラマウンテンの指示で動く軍用気球の基地にもなった。北軍気球司令部は大統領の指名したタデウス・S・C・ロー教授の下に、アーリントンに近いコーコラン砦で発展したが、飛行船操縦隊長としてその地位を張り合っていたラマウンテンはバトラーの信任を得て、気球アトランティック号を使って空中偵察を行った。ラマウンテンは実用的な軍事情報となった空中基地からの報告を初めて成功させた者とされている。ラマウンテンは後にローの気球司令部に配属となったが、ローとの内輪揉めが続いた後で、軍役から解任された。ローは後にモンロー砦に正規の軍用気球を割り当てることになった。

#### 1862年

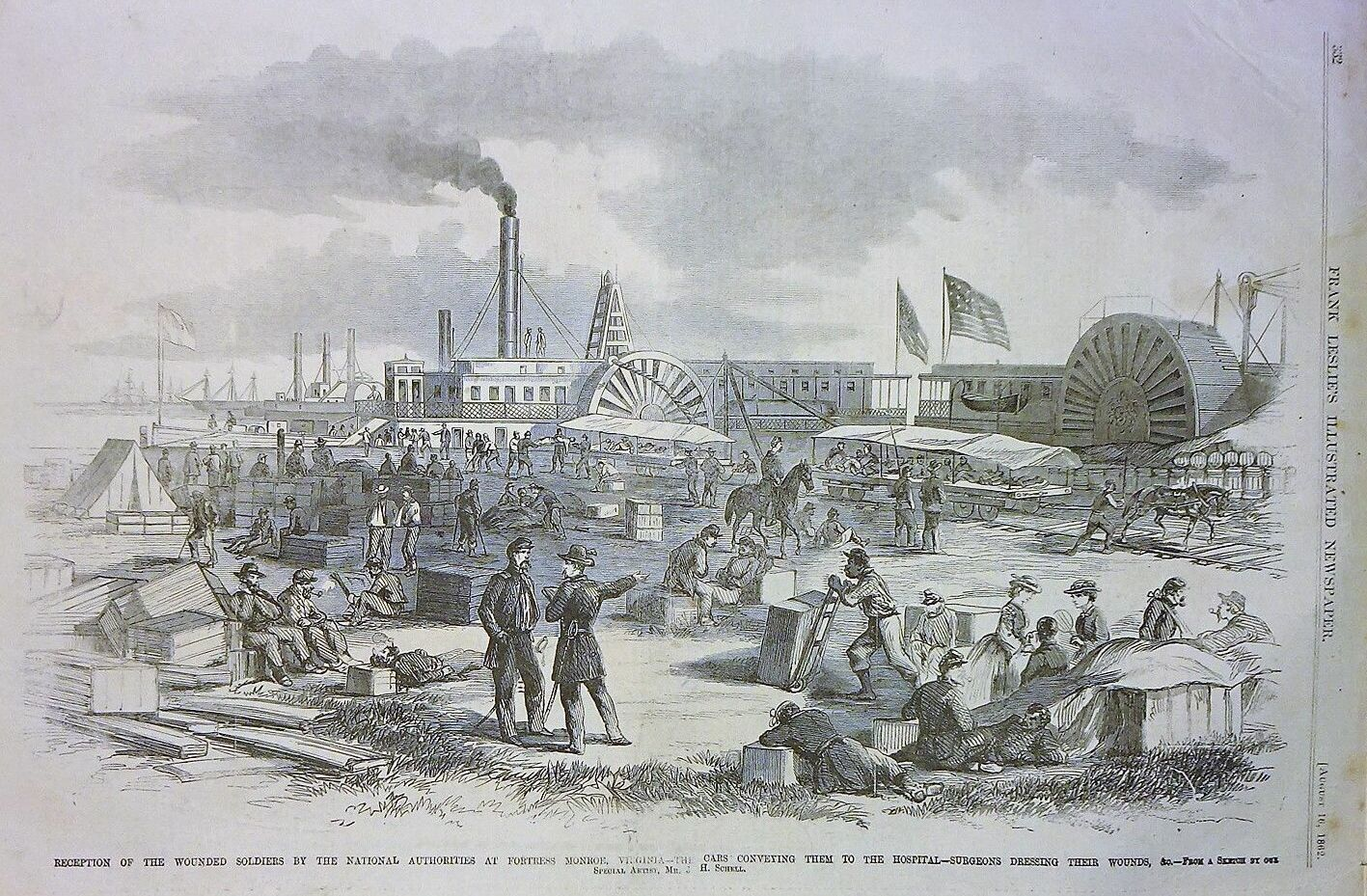
モンロー砦で負傷者を回収する様子。Frank Leslieの新聞、1862年8月16日

1862年3月、ハンプトン・ローズ海戦がスーエルズポイント沖で起こった。これはCSSバージニアとUSSモニターとの間で初めての装甲艦同士の戦いとなった。結果としては引き分けたが、この戦闘で海戦の姿が変わり、木造戦闘艦の時代は終わった。
その春遅く、モンロー砦を基地とする北軍海軍が常駐することで、陸軍ジョージ・マクレラン少将の半島方面作戦を支援するためにワシントンD.C.から水路陸軍を運び、妨害されずにモンロー砦で上陸することが可能となった。マクレランの軍隊はモンロー砦で編成されて1862年春の間にバージニア半島を遡り、6月1日までに西に約80マイル (130 km) 進んでリッチモンドから数マイルの地点に達した。その後の30日間はリッチモンドを包囲した。続いての七日間の戦いではマクレランがリッチモンドからジェームズ川下流に後退し、この方面作戦が終わった。マクレランにとって幸いなことに、この間に北軍はノーフォーク、ハンプトン・ローズおよびドルーリーズブラフ（リッチモンドの南約8マイル (13 km)の戦略的地点） より下流のジェームズ川を再占領していた。

#### 1864年-1896年

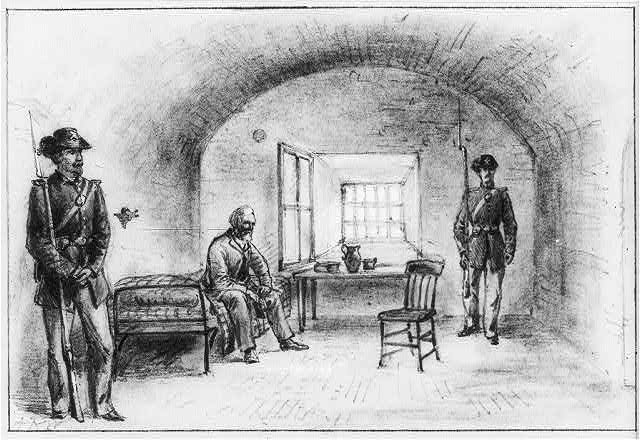
モンロー砦の砲郭に収監されたジェファーソン・デイヴィスのスケッチ。by Alfred R. Wauld (1865年)

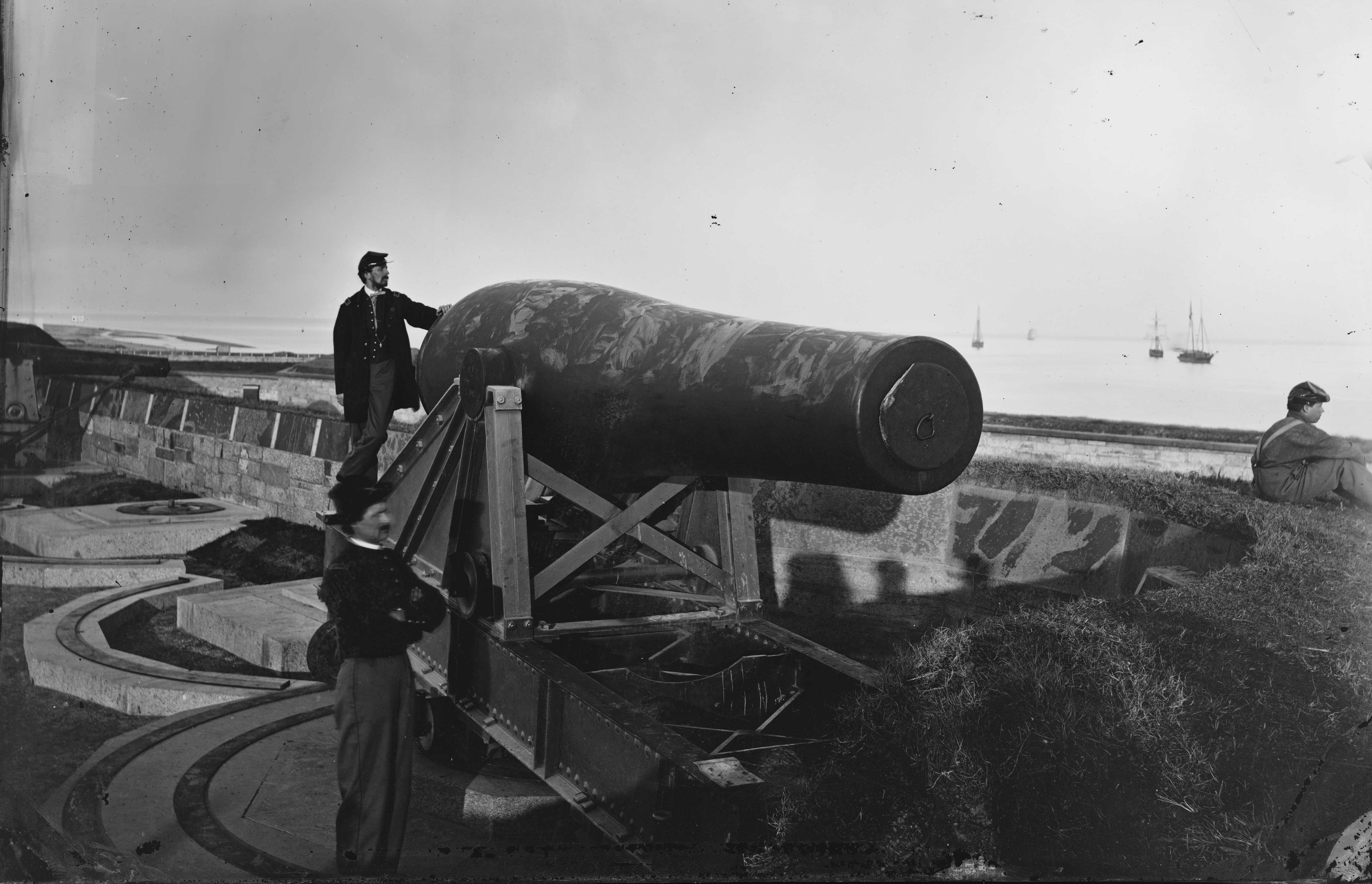
モンロー砦のロッドマン砲台、1864年

1864年、北軍ベンジャミン・バトラー少将が指揮するジェームズ軍がモンロー砦で結成された。1864年12月22日、アメリカ合衆国有色第2騎兵隊がモンロー砦で結成され、同じ日に近くのキャンプ・ハミルトンで第1騎兵隊が結成された。1864年から1865年に掛けてのピーターズバーグ包囲戦は、シティポイント（現在のホープウェル市）の基地からジェームズ川を使って支援が行われた。モンロー砦とウール砦でハンプトン・ローズを支配し続けることは、アメリカ連合国首都のリッチモンドを落とすための重要な鍵となるピーターズバーグを奪取するグラントの作戦を、海軍が支援するための重要な要因になった。ピーターズバーグが落ちると、リッチモンドは1865年4月2日から3日に掛けての夜に明け渡された。その夜、アメリカ連合国大統領ジェファーソン・デイヴィスとその閣僚はリッチモンドを脱出し、リッチモンド・アンド・ダンビル鉄道を使って先ずダンビルに、さらにはノースカロライナ州に動いた。しかし、味方は敗北し、ロバート・E・リー将軍は北バージニア軍の残りと共に、翌週アポマトックス・コートハウスでグラントに降伏した。
1865年4月26日、ノースカロライナ州シャーロットでアメリカ連合国最後の閣議を開いた後、デイヴィスはジョージア州アーウィンビルで逮捕され、拘束された。短期間暖房もない開放型堡塁に監禁され、その後北軍軍医ジョン・C・クレイブンがデイヴィスにはもっと人道的待遇が必要だと主張した。ネルソン・マイルズ将軍がその変更を認め、デイヴィスをより住み心地のよい宿舎に移した。デイヴィスはモンロー砦に2年間囚われていた。その囚われの間の待遇は死を招くものだったと指摘する歴史家もいる。健康が衰えたデイヴィスは1867年5月に保釈で解放されたが、それはデイヴィスが不公平に扱われていると確信するようになったホレス・グリーリーやコーネリアス・ヴァンダービルトのような北部と南部の著名市民が運動した結果だった。連邦政府は合衆国最高裁判所首席判事のサーモン・P・チェイスが憲法上の配慮をしたために、刑事告発までには進まなかった。
『アメリカ合衆国砲兵隊のジャーナル』はジョン・ウィルソン・ラックマン中尉（後に将軍）やその他4人の砲兵学校士官によって1892年にモンロー砦で創刊された。ラックマンは『ジャーナル』の編集者を4年間（1892年7月から1896年1月）務め、その後も幾つかの原稿を掲載した。ウェストポイントの陸軍士官学校のある出版物では、ラックマンの「指導」と「第1級の質」の仕事によって、『ジャーナル』が世界でも上位に位置付けられる雑誌になったことは明白であると記した。この『ジャーナル』は1922年に『海岸砲兵ジャーナル』、1948年に『対空ジャーナル』と改名された。

### 20世紀
時が経つに連れてモンロー砦の武装は新しい技術の進歩を取り入れて改善された。さらにこの砦はハンプトン・ローズ周辺の幾つかの小施設を支配し、この地域をアメリカ合衆国でも最も防御力の厚い地域の一つにした。
1907年にハンプトン・ローズで開催されたジェームズタウン博覧会はグレート・ホワイト艦隊など広範な海軍の観艦式を取り入れた。1917年からはスーウェルポイントの博覧会会場跡地がアメリカ海軍の主要基地になった。現在、ノーフォーク海軍基地は大西洋、地中海およびインド洋で活動する海軍の支援基地となっている。支援する軍事関係者を含み世界でも最大の海軍基地となっている。
第一次世界大戦と第二次世界大戦の間、モンロー砦とウール砦は警備を行い、ハンプトン・ローズや内陸にある重要な軍と文民の資源を守ることに成功した。
第二次世界大戦までに、モンロー砦には3インチ速射砲から20マイル (40 km)射程の2,000ポンド砲弾を撃ち出せる16インチ砲まで海岸砲を印象的に並べる本部として機能した。さらに陸軍は対潜水艦障害や水中機雷原を統括した。しかし、これら莫大な武装は第二次世界大戦後に長距離爆撃機や航空母艦の開発によって時代遅れになった。
モンロー砦から作戦用武装が取り外された後、今日まで続く任務が与えられた。第二次世界大戦以降、戦争のために兵士を訓練する主要本部として機能している。1973年、モンロー砦はアメリカ合衆国陸軍陸軍訓練教義コマンドの本部となり、作戦教義の開発に伴い、兵士の徴兵、訓練および教育を結びつけている。

## 今日のモンロー砦
モンロー砦の昼間人口は約2,096人となっており、1,105人の制服組、1,991人の文民と契約社員がおり、また約814家族が基地内に住んでいる。主要な部隊はアメリカ陸軍訓練教義コマンド（TRADOC）司令部である。
現役の軍事施設として機能し続けることに加えて、モンロー砦は人気のある歴史史跡にもなってきた。1951年に開館した「砲郭博物館」では、モンロー砦とオールドポイント・コンフォートの歴史、特に南北戦争の期間に重点を置いて展示している。アメリカ連合国大統領ジェファーソン・デイヴィスの房室も見ることができる。また1831年から1834年にロバート・E・リー中尉が使った部屋やエイブラハム・リンカーン大統領が1862年5月に訪問したときの部屋も見ることができる。
モンロー砦は長年シャムロック・スポーツフェスト・マラソンのような多くの運動競技会が行われる場所でもある。
モンロー砦と共にハンプトン・ローズを守ってきたリップ・ラップスにあるウール砦も観光可能である。ウール砦はハンプトン・ローズ・ブリッジトンネルの人工島の一つに隣接しており、水上からのみアクセス可能になっている。ウール砦とモンロー砦の双方を回る観光は本土防衛警戒条件の影響を受けることになっている。

## 基地の再配置と閉鎖、2005年
アメリカ国防総省は2005年5月13日に軍事施設の閉鎖または再配置を推奨する一覧を公開した。その中にモンロー砦が入っている。この一覧は2005年9月15日にジョージ・W・ブッシュ大統領に承認されアメリカ合衆国議会に提出された。議会は45日間の議会開催日中にその一覧全体を不承認にすることができず、その結果この再配置または閉鎖推奨案は法律になった。この一覧に載った施設は6年以内に閉鎖しなければならない。

## 再開発の可能性
モンロー砦再利用計画は2008年8月に公式に採用され、www.fmfada.com でオンライン閲覧が可能である。これは国防省に認められた公式の「地域再開発担当局」であるモンロー砦国有地開発担当局のウェブサイトである。モンロー砦国有地開発担当局の任務は陸軍が2011年9月に基地を閉鎖したとき、残っている資源の裁量の利用法を研究し、計画し、推奨することである。
モンロー砦国有地開発担当局は、再配置または閉鎖推奨法、環境工学、歴史的建築物と保存計画、構造工学、住宅市場分析、商業と小売業の分析、広告マーケティング、および観光計画の分野における国定顧問の専門性に依存している。
モンロー砦国有地開発担当局は2007年のバージニア州議会の立法行為で創設された。バージニア州歴史資源局と環境品質局がこの作業に影響する主要な規制機関である。陸軍が基地を閉鎖したときにモンロー砦が占有している土地の大半はバージニア州に返還されるので、州が計画の指導的役割を執っている。その動きには3つの優先順位がある。すなわち、モンロー砦の公開を続けること、豊富な歴史を重んじることおよび経済的持続可能性を進めることである。
モンロー砦国有地開発担当局は、ハンプトン市、バージニア州上下院およびバージニア州知事の閣僚から指名された18人の委員と、歴史史跡保存と歴史遺産観光の専門家2名により構成されている。
概して過剰な軍事施設はそれぞれの位置する州に戻されている。砦が立地する土地の大半はバージニア州から連邦政府に貸与されており、モンロー砦が閉鎖すればバージニア州に返還されるという事実により再開発が促進されることになる。
バージニア州では南側の地域にあるノットウェイ郡のピケット砦（ブラックストーン近く）で起こったように、再配置を決めるときに地方政府が強力に検討を進める伝統がある。基地に歴史的重要さがあれば、用済みになった砦は広いハンプトン・ローズ地域の中にある他の多くの歴史史跡と共に歴史遺産観光の良い候補地になる。再開発によって基地閉鎖に伴う経済損失を補うことが多くの場合優先される。
モンロー砦は国立歴史史跡であり、堀のある砦とオールドポイント・コンフォートにある190の歴史的建造物は再利用のための歴史保存計画指針で守られている。例えば歴史有るチェンバレン・ホテルは陸軍から開発業者に既に貸与されており、退役者の住居として美しく改装された。
アメリカ合衆国国立公園局とモンロー砦国有地開発担当局は共同事業を行う最良の方法を特定するために対話を重ねており、公園局からモンロー砦国有地開発担当局に幾つかの選択肢が提案された。